# 阿夫尔河畔韦尔讷伊
阿夫尔河畔韦尔讷伊（法語：Verneuil-sur-Avre，法語發音：[vɛʁnœj syʁ avʁ]）是法国厄尔省的一个旧市镇，位于该省南部，属于埃夫勒区。2017年1月1日，阿夫尔河畔韦尔讷伊和相邻的弗朗什维尔合并为新市镇阿夫尔河和伊通河畔韦尔讷伊（法語：Verneuil d'Avre et d'Iton），阿夫尔河畔韦尔讷伊为政府驻地。

## 地理
阿夫尔河畔韦尔讷伊（48°44'20"N, 0°55'40"E）面积31.97 平方千米，位于法国诺曼底大区厄尔省，该省份为法国北部内陆省份，北起滨海塞纳省，西接奧恩省和卡爾瓦多斯省，南至厄尔-卢瓦省，东临瓦兹省、瓦兹河谷省和伊夫林省。
阿夫尔河畔韦尔讷伊的时区为UTC+01:00、UTC+02:00（夏令时）。

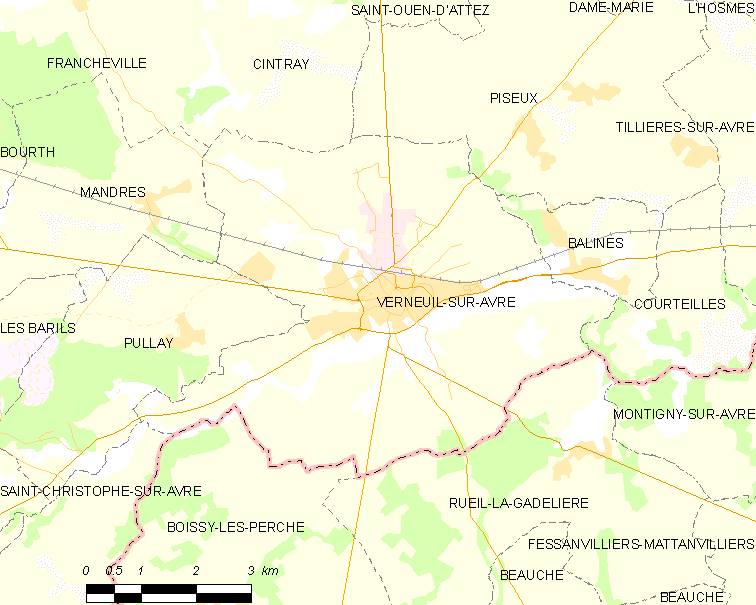
阿夫尔河畔韦尔讷伊的OSM定位图

## 行政
阿夫尔河畔韦尔讷伊的邮政编码为27130，INSEE市镇编码为27679。

## 政治
阿夫尔河畔韦尔讷伊所属的省级选区为阿夫尔河和伊通河畔韦尔讷伊县。

## 人口

1962-2008年间阿夫尔河畔韦尔讷伊人口变化图示

阿夫尔河畔韦尔讷伊于2018年1月1日时的人口数量为6602人。